# Döderhultarn

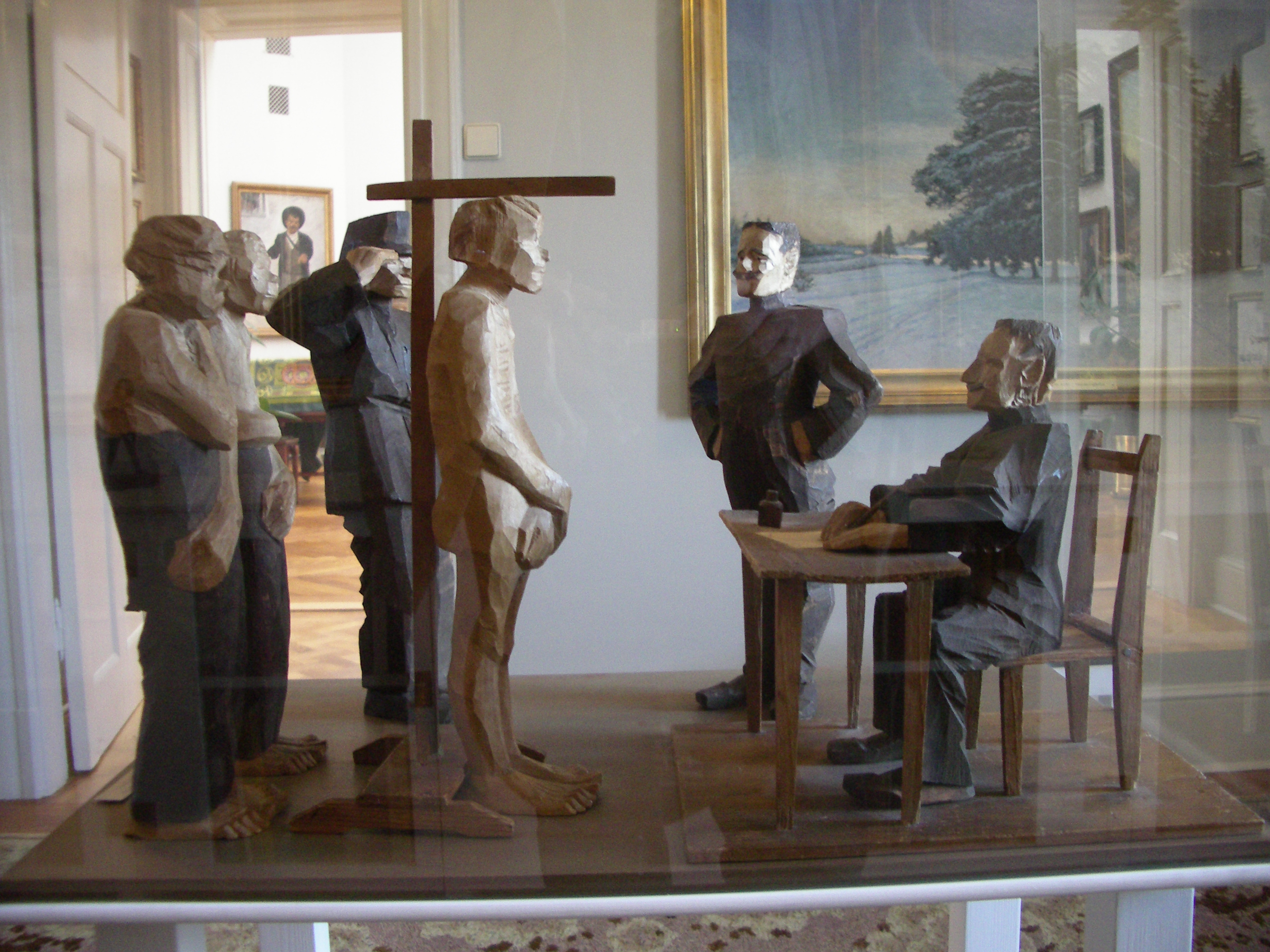
Beväringsmönstring.

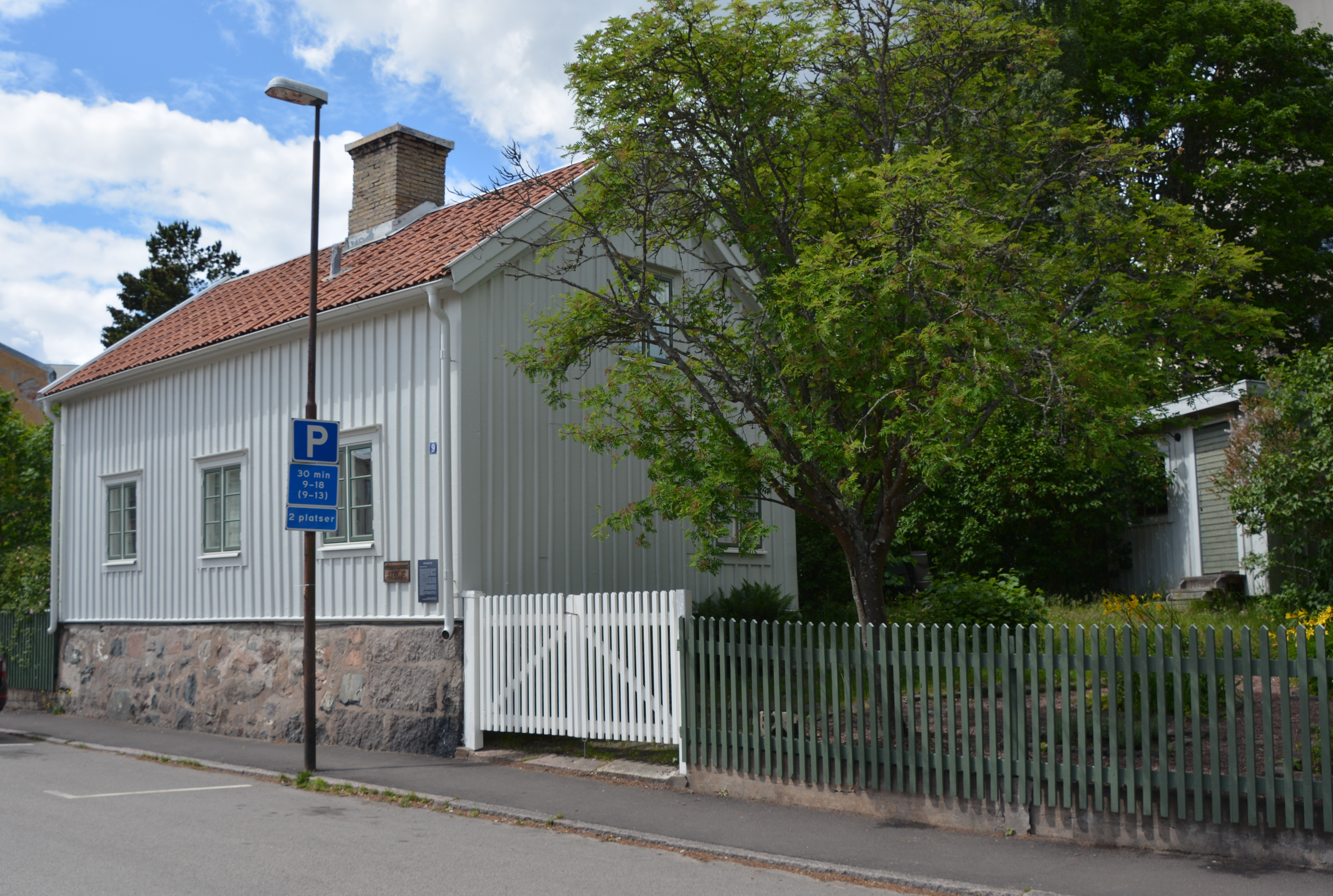
Döderhultarns ateljé i Oskarshamn.

Axel Robert Petersson, känd som Döderhultarn, född 12 december 1868 på gården Högatorp (Högetorp) i Döderhults socken utanför Oskarshamn i Småland, död 15 mars 1925 i Oskarshamn, var en svensk träskulptör. Han blev känd för sina personligt och grovt snidade träfigurer.

## Biografi
Döderhultarn var son till Per August Petersson och Eva Lotta, född Persdotter. Fadern var jordbrukare och nämndeman, men dog vid 43 års ålder 1877. Modern fick ensam ta hand om Axel och hans sex syskon och familjen flyttade då till gården Eckerhult. De flyttade 1889 in till ett hus vid Slottsgatan i Oskarshamn, där Petersson fick en egen snickarbod för sitt snidande. Petersons skolstudier gick inget vidare och han fick lov att avbryta sina studier vid Oskarshamns läroverk. Han sattes av sin mor i lära hos skulptören Edward Källström (far till Arvid Källström) men då han inte fick följa sitt eget huvud i skapandet där lämnade han snart läran. Familjens ekonomi blev allt sämre, och modern försökte skicka honom till USA, men Peterson kom inte längre än till Malmö, där han spelade bort sin reskassa på ett danskt klasslotteri och han tvingades återvända.
I Oskarshamn sågs han mest som ett original. Han hade talfel och gick ständigt omkring i galoscher, då han ansåg att det skulle skydda honom om blixten slog ned i honom. Han uppvaktade gärna frispråkigt de unga kvinnorna i Oskarshamn och blev känd som "Pet'son Ekivok" och "Fättemön".
Han gjorde rekryten hos Smålands husarer på Ränneslätt, där han fick möjlighet att studera hästarnas rörelsemönster vilket anses ha påverkat hans konstnärskap. Inledningsvis sålde Axel Petersson skulpturerna för en tjugofemöring vilket motsvarade den gamla tolvskillingen. Då han under köpslåendet brukade säga: Vi får väl säga en tolvskilling?, kallades han ofta för "Tolvskillingen". Axel Petersson uppmärksammades i hemstaden 1906 under 50-årsjubileet, då han belönades med 20 kronor och en silvermedalj inom kategorin Mansslöjd i samband med en industriutställning.
År 1906 lämnade han moderns bostad och flyttade han in i en liten ateljé i övervåningen på före detta sjömannen Charodotes Petterssons hus, Banan 345. Här förblev han bosatt fram till sin död. Modern avled 1909.

### Mot berömmelse

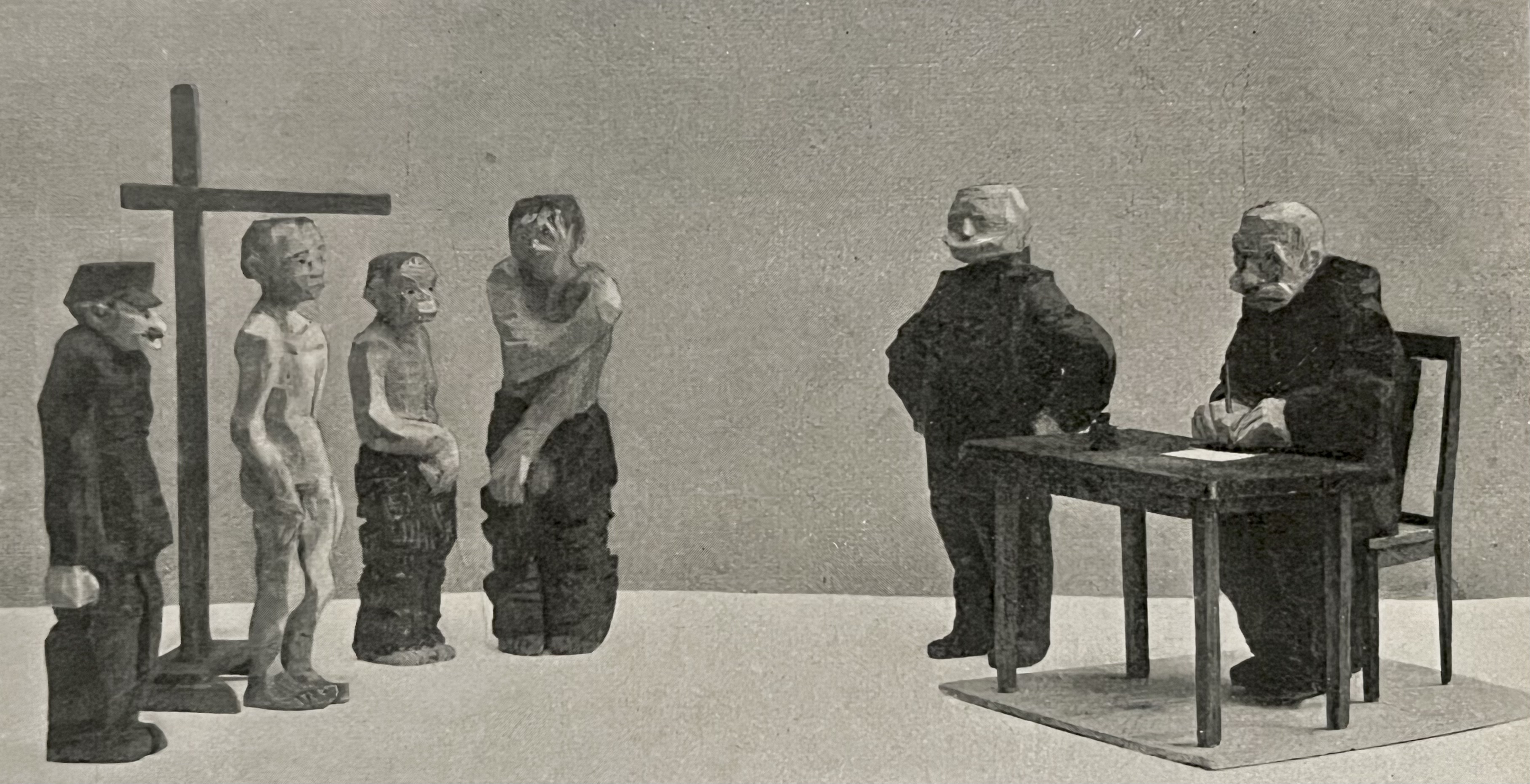
Den variant av Döderhultarns Beväringsmönstring, som Hasse Z köpte 1908-1909.

Döderhultaren var under större delen av sitt konstnärsliv endast känd i Oskarshamn med omnejd, då under namnet "Tolvskillingen". Först i 40-årsåldern tog hans berömmelse fart nationellt och internationellt. Det började med att en handelsresande ha fått en träskulptur i gåva, föreställande en mager häst (en "Ottenbyare"), Denna sågs av redaktören för tidningen Söndags-Nisse, Hasse Zetterström ("Hasse Z") som bestämde sig för att beställa "så mycket han kunde få" av denne okände konstnärs skulpturer för att ha med i en karikatyrutställning som tidningen anordnad i januari 1909 i Hultbergs konsthandel i Stockholm. Med stadsfiskalen i Oskarshamn som mellanhand köptes två fulla lådor in av Döderhultarns konst. Dessa packades upp, "– Först «Begravningen» och «Bröllopet». Vi ställde upp pjäserna, ordnade dem rätt efter anvisning, och då vi slutligen togo alltsammans i betraktande fattades vi av en förvåning som satt i ett par dagar. Där bodde en ensam, tydligen mycket ensam, man nere i Småland och gjorde sådana ting och kastade dem ifrån sig, och ingen tog upp pärlorna." Hans medverkan på utställningen blev mycket uppmärksammad och senare samma år deltog han i flera utställningar i Stockholm men även i exempelvis Malmö.
Vid den här tiden kallades han fortfarande Axel Petersson i Döderhult ibland med stavelsen Pettersson med dubbla "tt" men det var i och med hans berömmelse som han började kallas för "Döderhultaren" efter hemsocknen Döderhult.
Internationell berömmelse fick han genom en utställning på Humoristernas Salong i Paris 1910 och vidare genom utställningar i Köpenhamn, Brighton, Rom och Turin 1911, i New York 1913 och i San Francisco och Chicago 1915.
Det permanenta Döderhultarmuseet i Oskarshamn grundades 1911 och är idag inrymt i Kulturhuset på Hantverksgatan. Dessutom har hans ateljé bevarats, som ligger några hundra meter norr om Oskarshamns centrum och hembygdsföreningen håller den öppen för visning under sommarmånaderna. 
Döderhultarn finns förutom vid Döderhultarmuseet även representerad vid bland annat Göteborgs konstmuseum, Nationalmuseum i Stockholm, Kalmar konstmuseum, Sörmlands museum, Uppsala universitetsbibliotek, Helsingborgs museum, Kalmar läns museum och
Postmuseum.

## Verk och stil
Döderhultarn är känd för sina grovt skurna träskulpturer av människor och djur. De mest kända grupperna är Bröllop, Begravningen, Mönstringen och Husförhöret. Om man tittar på hans karikatyrer av dåtidens "kändisar" i Oskarshamn, ser man ett klart släktskap med Albert Engström. Många populära skulpturer och skulpturgrupper gjorde Döderhultarn i flera olika versioner.

## Det offentliga verketBröllop
En storskalig kopia av Döderhultarns mer kända verk, Bröllop, pryder idag en trafikrondell vid Oskarshamns mellersta infart. Skulpturgruppen är utformad med hjälp av motorsåg av Leksandskonstnären Torbjörn Lindgren.

## Citat
| ”                             | En nype mull, va ä en mer? | „ |
| – Axel Peterson, Döderhultarn |                            |   |

| ”                                          | Jag kom underfund med att mina gubbar inte gjorde sig om jag inte skar dem grovt. | „ |
| – Axel Peterson, Döderhultarn (1920-talet) |                                                                                   |   |

| ”                 | Jag beundrade hans hänsynslösa realism och hans sätt att förenkla. Hans vilt riktiga blick på ansikten och kroppar! Hans tragiska syn på människor och djur. | „ |
| – Albert Engström | |   |

| ”             | Döderhultarns figurer måste betraktas var och en för sig. De är färdiga enstaka skulpturer, avslutade i sig själva. Han har sällan fixerat dem i fasta grupper med avsikt att göra en grupp. Då han har gjort det nån enstaka gång, som i Häradsrätten, har resultatet blivit av överväldigande verkan. | „ |
| – Bror Hjorth | |   |

## Bildgalleri

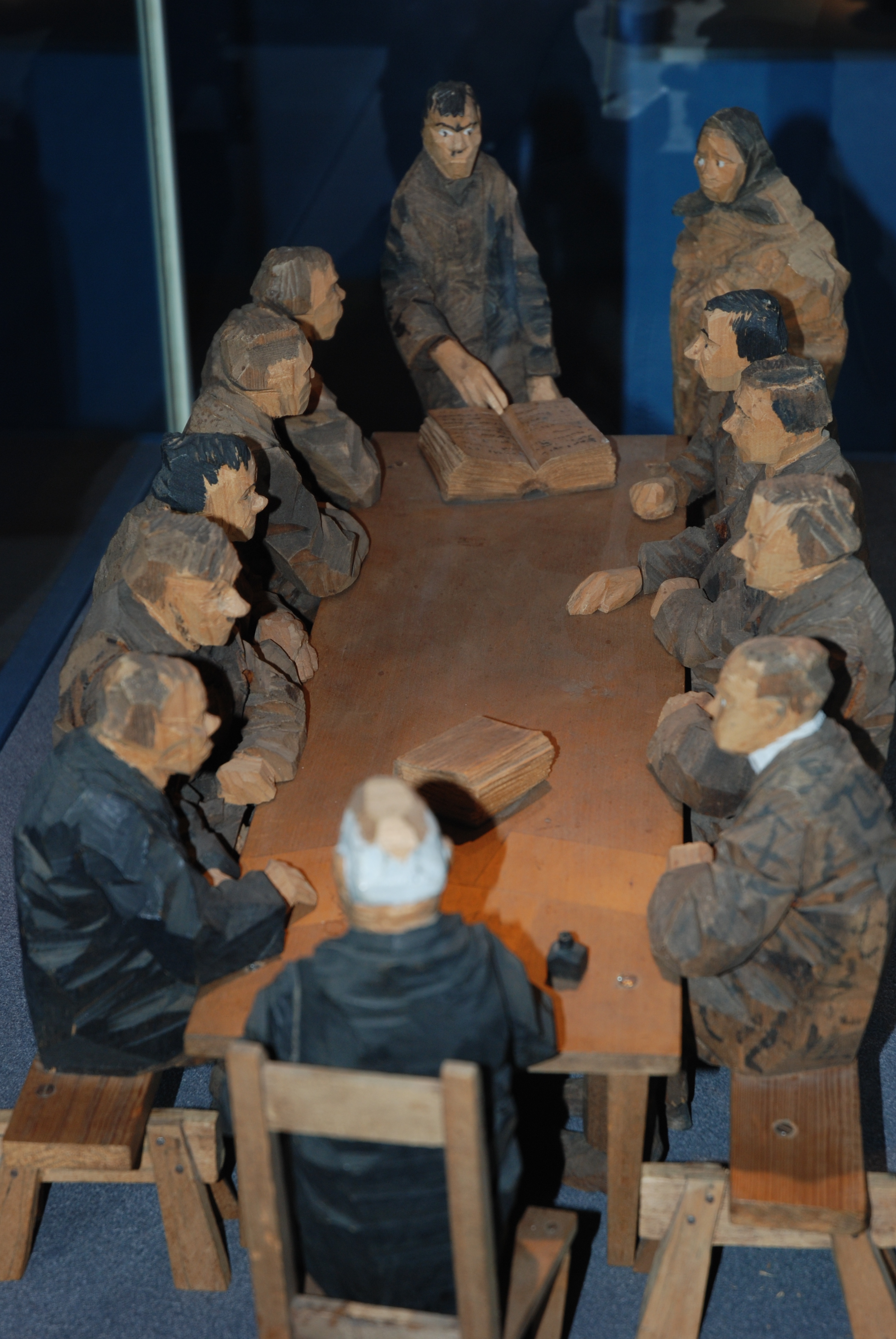
Häradsrätten.
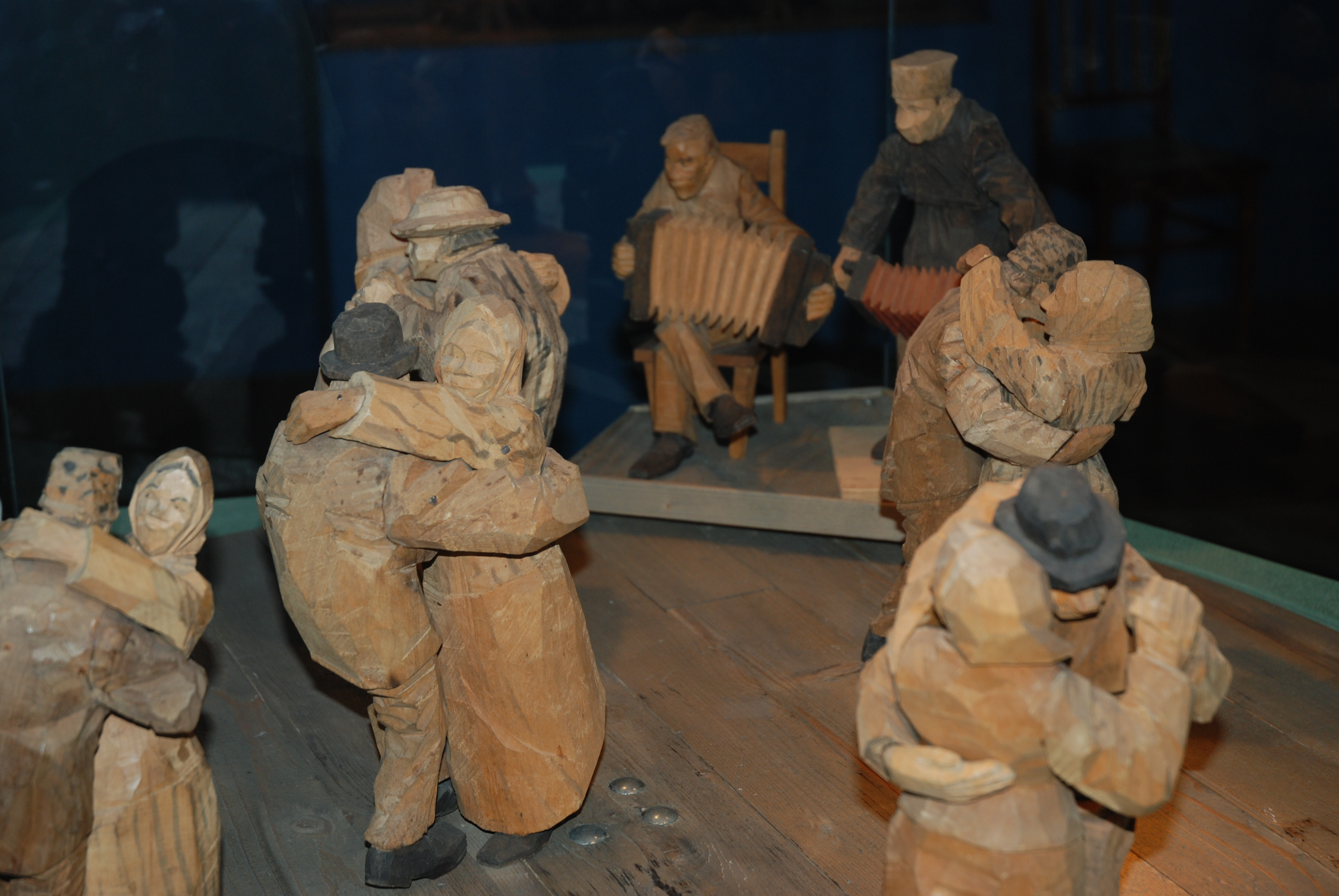
På dansbanan.
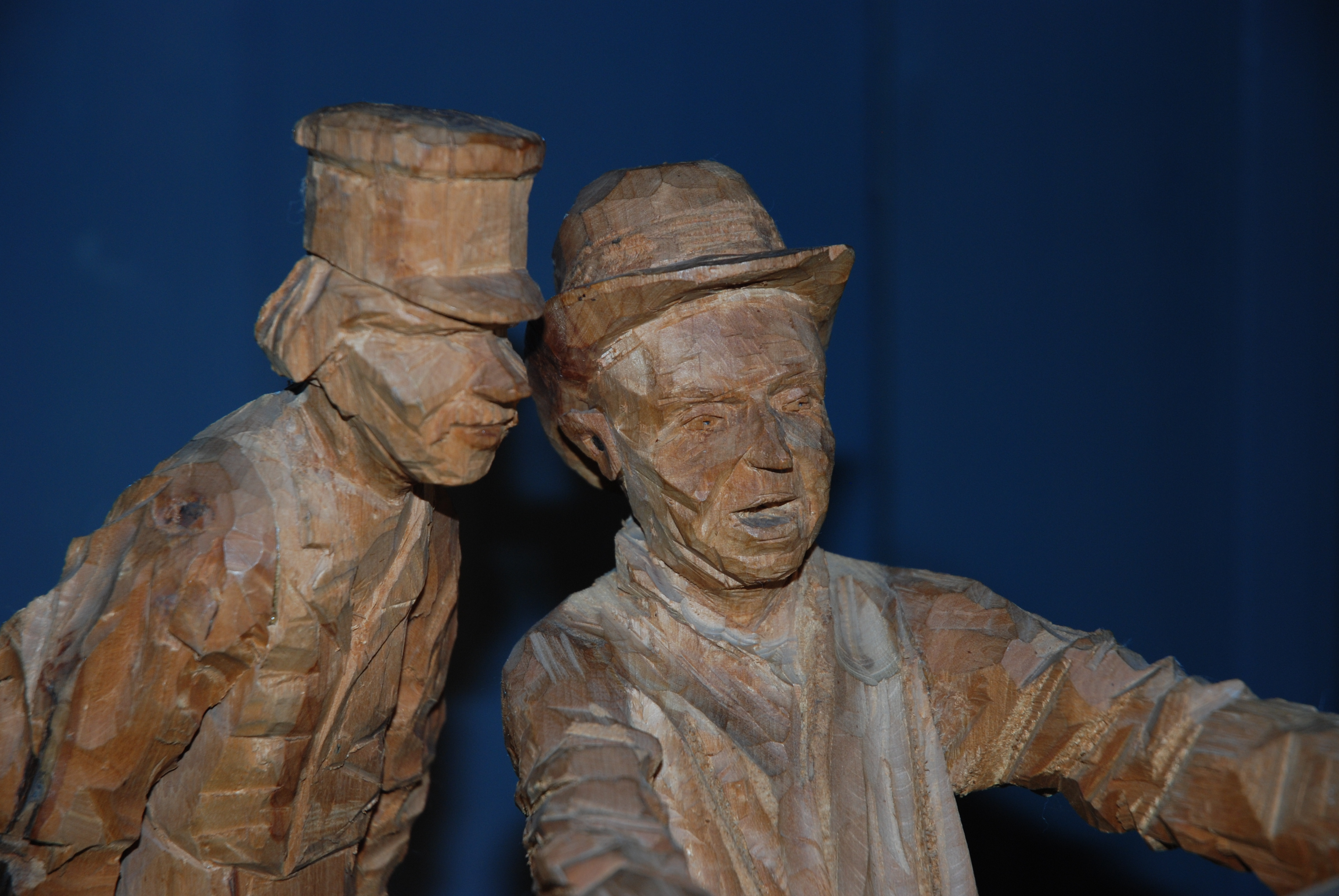
Självporträtt.
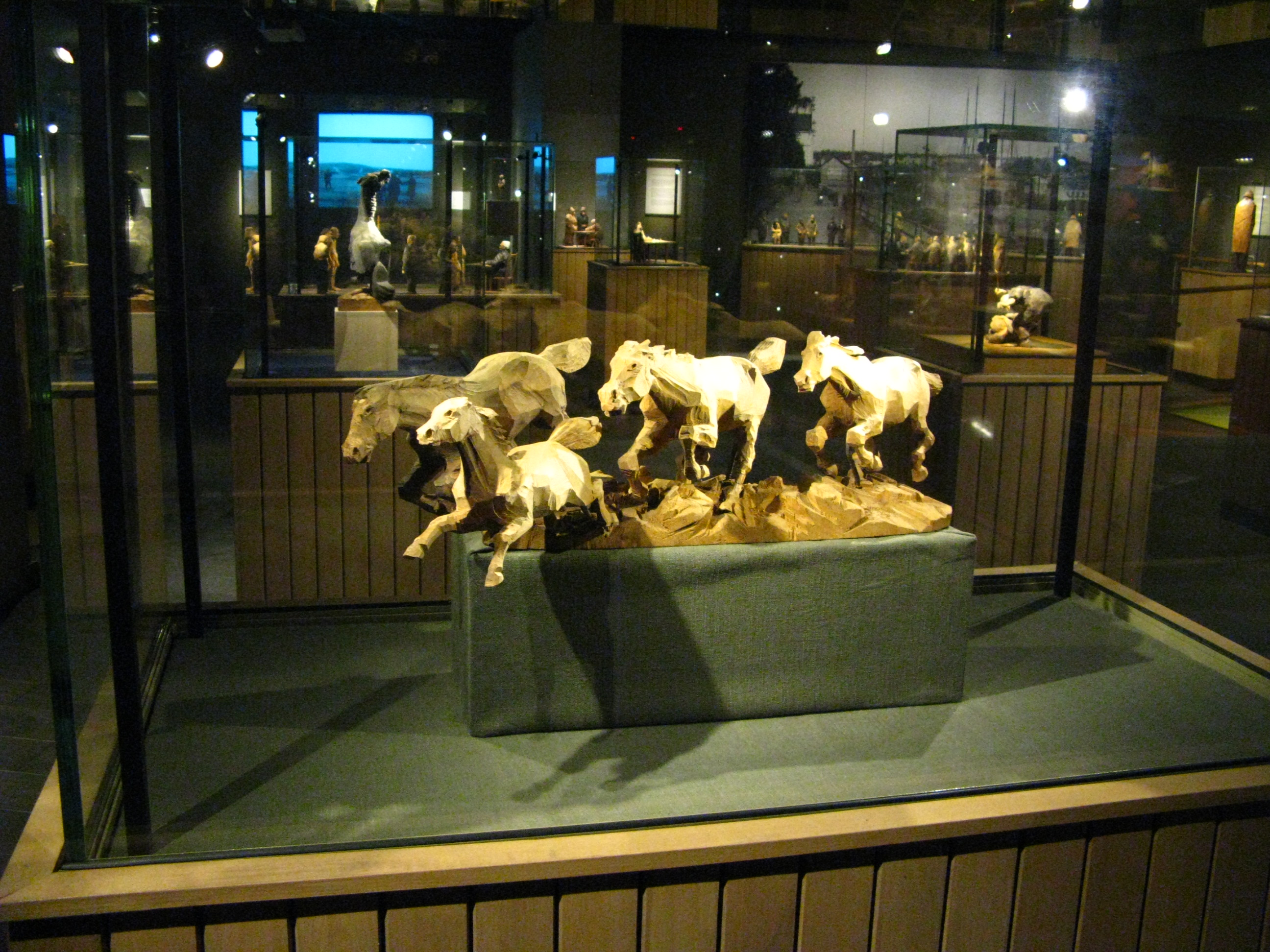
Apokalypsen.